# Gustavo Kupinski
Gustavo Hernán Kupinski (Buenos Aires, Argentina, 18 de enero de 1974 - Dolores, Buenos Aires, Argentina; 4 de enero de 2011), conocido como Tavo Kupinski, fue un músico argentino e integrante del grupo musical Los Piojos,donde era el guitarrista principal, corista y en ocasiones tocaba el bandoneón, siendo partícipe y pilar fundamental en la grabación de todos los discos de estudio de la banda. Antes de su muerte, era guitarrista de Las Pelotas y lideraba el grupo musical Revelados.

## Carrera musical
Guitarrista zurdo, el primer trabajo de Gustavo en el ámbito del rock nacional se remonta a 1986, cuando apenas contaba con 12 años y era plomo del grupo musical de rockabilly "Pelvis". Contaba Gustavo que los músicos le dejaban afinar las guitarras.

### Rol en Los Piojos
Gustavo tocaba en un grupo musical llamado Los Sabuesos y conocía a Los Piojos a través de relaciones en común. En 1991, a sus 17 años de edad, se incorporó a la banda en donde formó parte hasta su disolución el 30 de mayo de 2009.
Fue el compositor de «Sudestada» (que él mismo cantaba en los recitales del grupo musical) y junto a Andrés Ciro Martínez compuso la música del tango «Gris», del disco 3er arco, el inédito «Sed Viña», y «Salitral» del disco Civilización, y sus incontables solos y riffs tan característicos de la banda. En Los Piojos era primera guitarra, hacía coros y en algunas canciones tocaba el bandoneón.

### Revelados y Las Pelotas
Después de la separación de Los Piojos, no perdió el tiempo y armó un nuevo grupo musical con excompañeros (Farías Gómez) y viejos conocidos (Pablo Guerra, Jhony Cuellas y Jerónimo Izarrualde) llamada Revelados. Pese a esto, al poco tiempo de empezar a darle rodaje al nuevo proyecto, se le presentó la oportunidad de formar parte de Las Pelotas, por lo que alternaba ambos proyectos.

## Fallecimiento
El 4 de enero de 2011 Gustavo Kupinski falleció en un accidente automovilístico en la Ruta Provincial 63, en el empalme entre la Autovía 2 y la Ruta Provincial 11, en cercanías de la ciudad bonaerense de Dolores al perder el control de su automóvil. Viajaba junto a su esposa (Flavia Cuellas), también fallecida y sus dos hijas: Lara, de cuatro años que quedó internada en el Hospital San Roque de la localidad de Dolores y sobrevivió; y Bianca de dos años, quien fue trasladada a un centro de mayor complejidad pero falleció a las dos semanas.

## Discografía

### Con Los Piojos
| Disco                          | Año  | Tipo    |
| ------------------------------ | ---- | ------- |
| Chactuchac                     | 1992 | Estudio |
| Ay ay ay                       | 1994 | Estudio |
| 3er arco                       | 1996 | Estudio |
| Azul                           | 1998 | Estudio |
| Ritual                         | 1999 | En vivo |
| Verde paisaje del infierno     | 2000 | Estudio |
| Huracanes en luna plateada     | 2002 | En vivo |
| Máquina de sangre              | 2003 | Estudio |
| Fantasmas peleándole al viento | 2006 | DVD     |
| Desde lejos no se ve           | 2007 | DVD     |
| Civilización                   | 2007 | Estudio |

### Con Las Pelotas
| Disco          | Año  | Tipo |
| -------------- | ---- | ---- |
| Vivo Luna Park | 2010 | DVD  |

## Videografía
| Año  | Videoclip                           | Grupo musical |
| ---- | ----------------------------------- | ------------- |
| 1994 | Babilonia                           | Los Piojos    |
| 1996 | Verano del '92                      | Los Piojos    |
| 1996 | Maradó                              | Los Piojos    |
| 1998 | El balneario de los doctores crotos | Los Piojos    |
| 2000 | Ruleta                              | Los Piojos    |
| 2003 | Sudestada                           | Los Piojos    |
| 2003 | Como Alí                            | Los Piojos    |
| 2003 | Dientes de cordero                  | Los Piojos    |
| 2004 | Amor de perros                      | Los Piojos    |
| 2007 | Pacífico                            | Los Piojos    |
| 2007 | Bicho de ciudad                     | Los Piojos    |
| 2008 | Hoy es Hoy                          | Los Piojos    |